# Korrelbrug
De Korrelbrug (brug 143) is een vaste brug in Amsterdam-Zuid.

## Ligging
Ze verbindt de beide kades van de Boerenwetering, Hobbemakade en Ruysdaelkade, met elkaar. Bovendien zorgt het enigszins voor doorstromend verkeer tussen de Eerste Jan Steenstraat (vernoemd naar schilder Jan Steen) en Balthasar Floriszstraat (vernoemd naar kaartmaker Balthasar Florisz. van Berckenrode), die in elkaars verlengde liggen. Ten zuiden van de brug zit er een knik in de Boerenwetering, die verder grotendeels recht is.

## Brug
Plannen voor de brug ontstonden in de jaren negentig van de 19e eeuw. Het werd voornamelijk bekend, omdat enkele omwonenden hier juist geen brug wilden, maar een brug bij de Ceintuurbaan (Ceintuurbrug). Dit mede onderbouwd omdat op die laatste brug dan een tram kon gaan rijden. In augustus 1896 legde de gemeente die bezwaren terzijde en kwam er een brug van krap 24.000 gulden; die som zou geheel betaald worden door de ondernemer J.F. van Hamersveld, die de brug na oplevering zou overdragen aan de gemeente. Johannes Franciscus van Hamersveld was aannemer en grondeigenaar van bouwterreinen tussen de Boerenwetering en de Roelof Hartstraat; hij woonde aan de oostkant van de Boerenwetering, maar zijn bouwterreinen bevonden zich aan de westzijde. Hij is ook de ontwerper van de brug (Nadere inlichtingen geeft de bouwmeester J.F. van Hamersveld, aldus het Algemeen Handelsblad van 24 januari 1897), bekend van het Doelen Hotel. Aangezien tevens de kademuur aan de westzijde verstevigd moest worden, liep het bedrag op topt meer dan 60.000 gulden.
Op 19 juli 1897 (aldus een plaquette) werd de eerste steen gelegd door mevrouw Johanna Margaretha der Kinderen, gehuwd met notaris Martinus Johannes van der Maaden; het echtpaar woonde enige tijd aan de Jan Steenstraat. De bouw ging traag, want op 12 mei 1898 meldde het Algemeen Handelsblad, dat "het nog lang kan duren voordat de brug opengaat". Opvallend aan de brug is dat de landhoofden relatief ver in het water staan en de brug een relatief nauwe doorvaart kent; hetgeen geldt voor meerdere bruggen over de Boerenwetering. Rond 1960 werd de brug voorzien van haar betonnen brugdek en werden ook nieuwe leuningen geplaatst. In 2016/2017 werd hij opnieuw gerenoveerd; de brug kreeg toen een overspanning die smaller is dan de landhoofden.

## Naamgeving
De brug is in 2001/2002 vernoemd naar de familie Korrel die een zuivelhandel had op de Eerste Jan Steenstraat 4. Het voorstel kwam uit de familie zelf, waarvan een van de nakomelingen beheerder is van de bruggensite van Amsterdam. Het blok huizen uit 1893 waarin de winkel was gevestigd is inmiddels wel gesloopt.

## Afbeeldingen

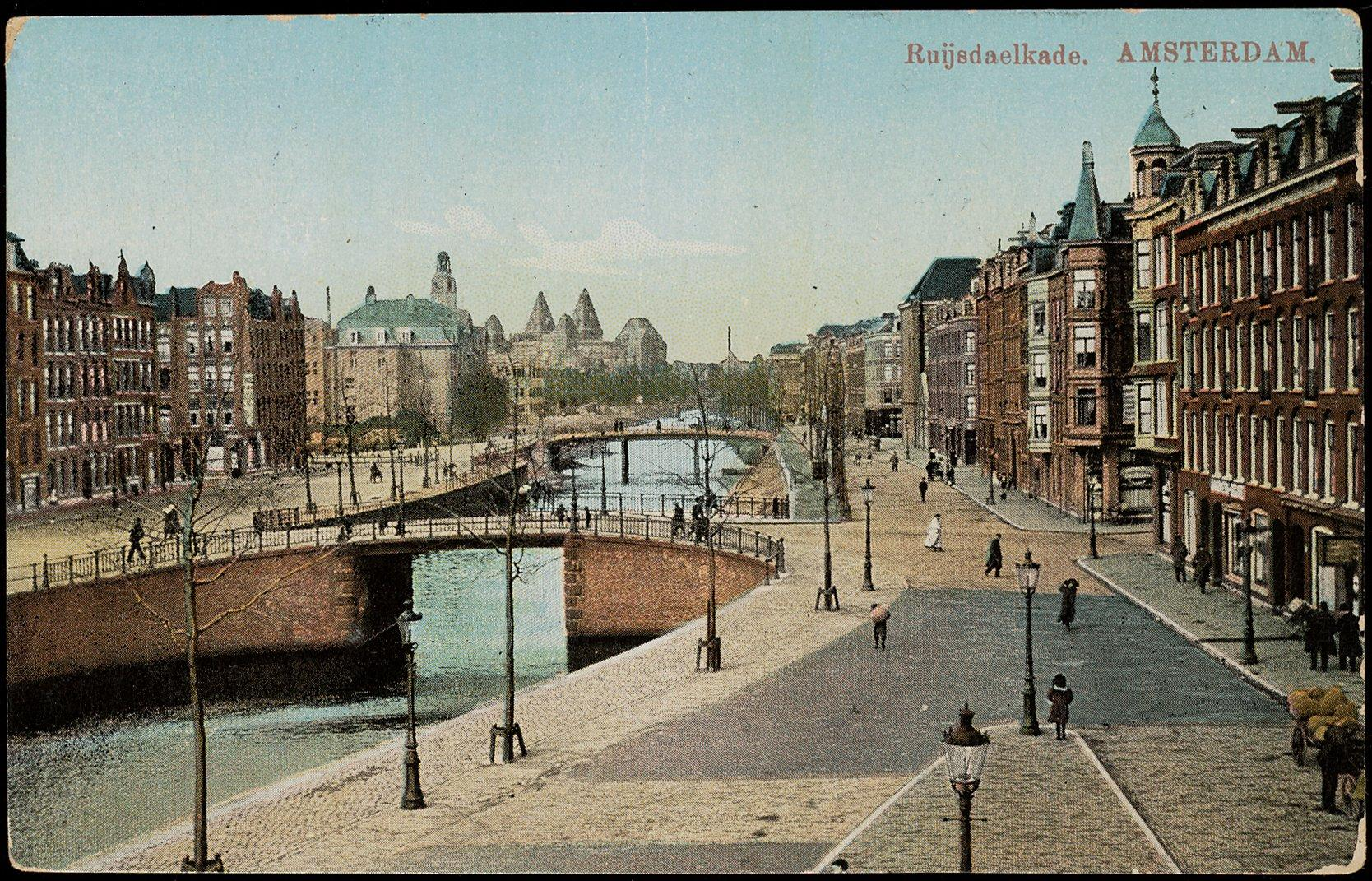
Uitzicht over de Boerenwetering in de richting van Rijksmuseum, met de Korrelbrug op de voorgrond, prentbriefkaart 1910
Renovatie van de Korrelbrug, maart 2015
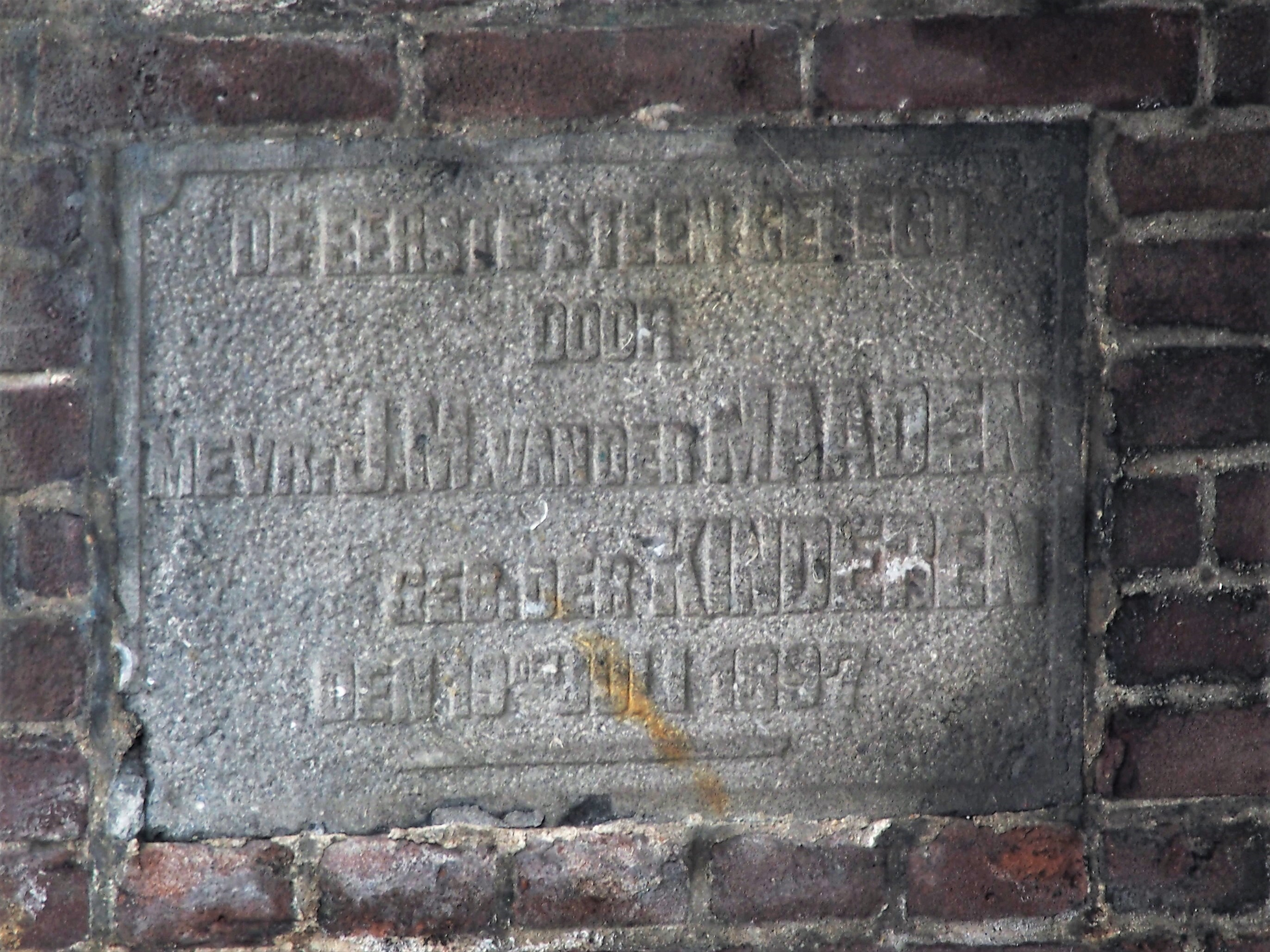
Eerste steen: 19 juli 1897, februari 2018
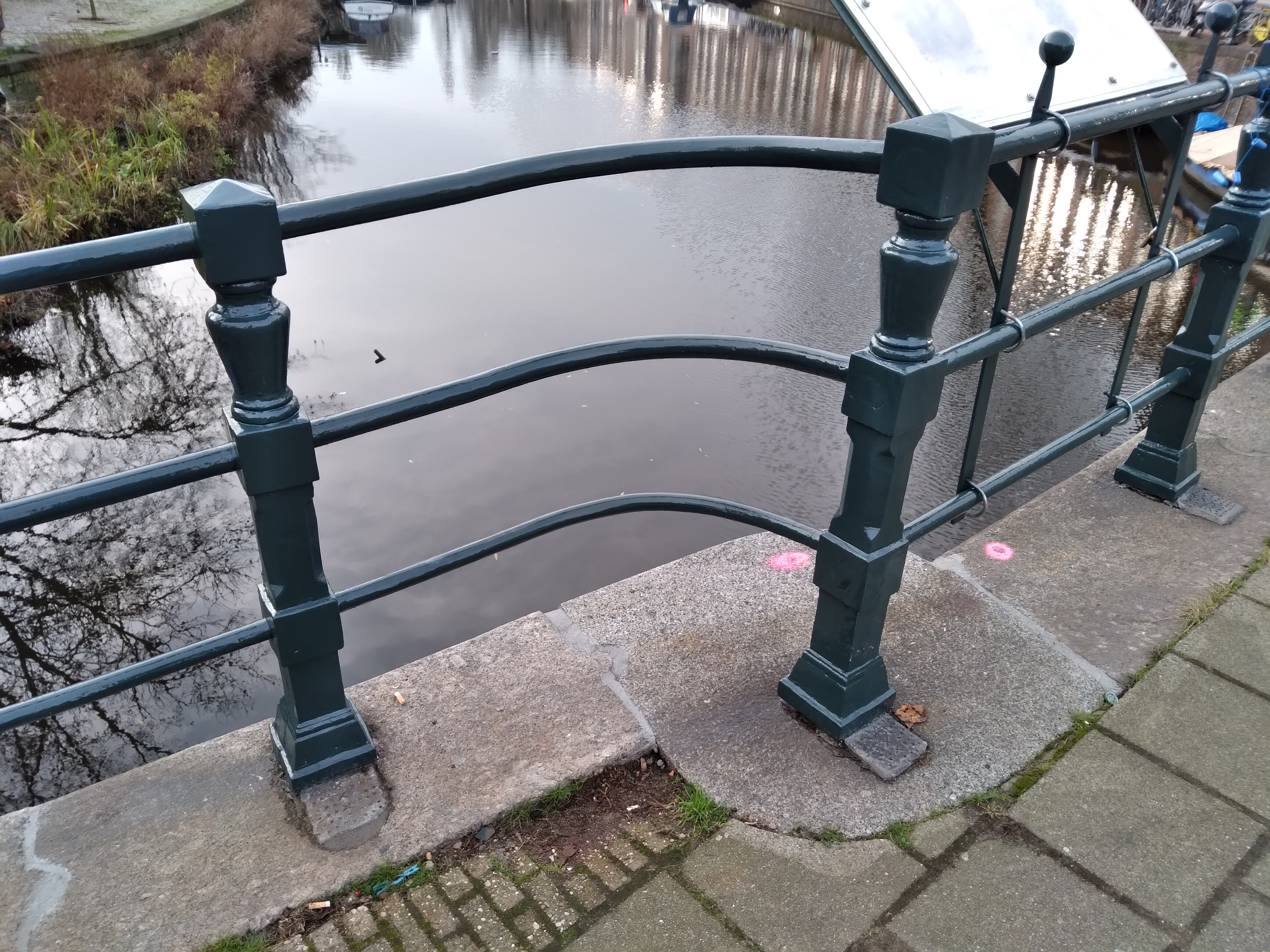
Leuning aanpassing aan smalle brug, december 2020
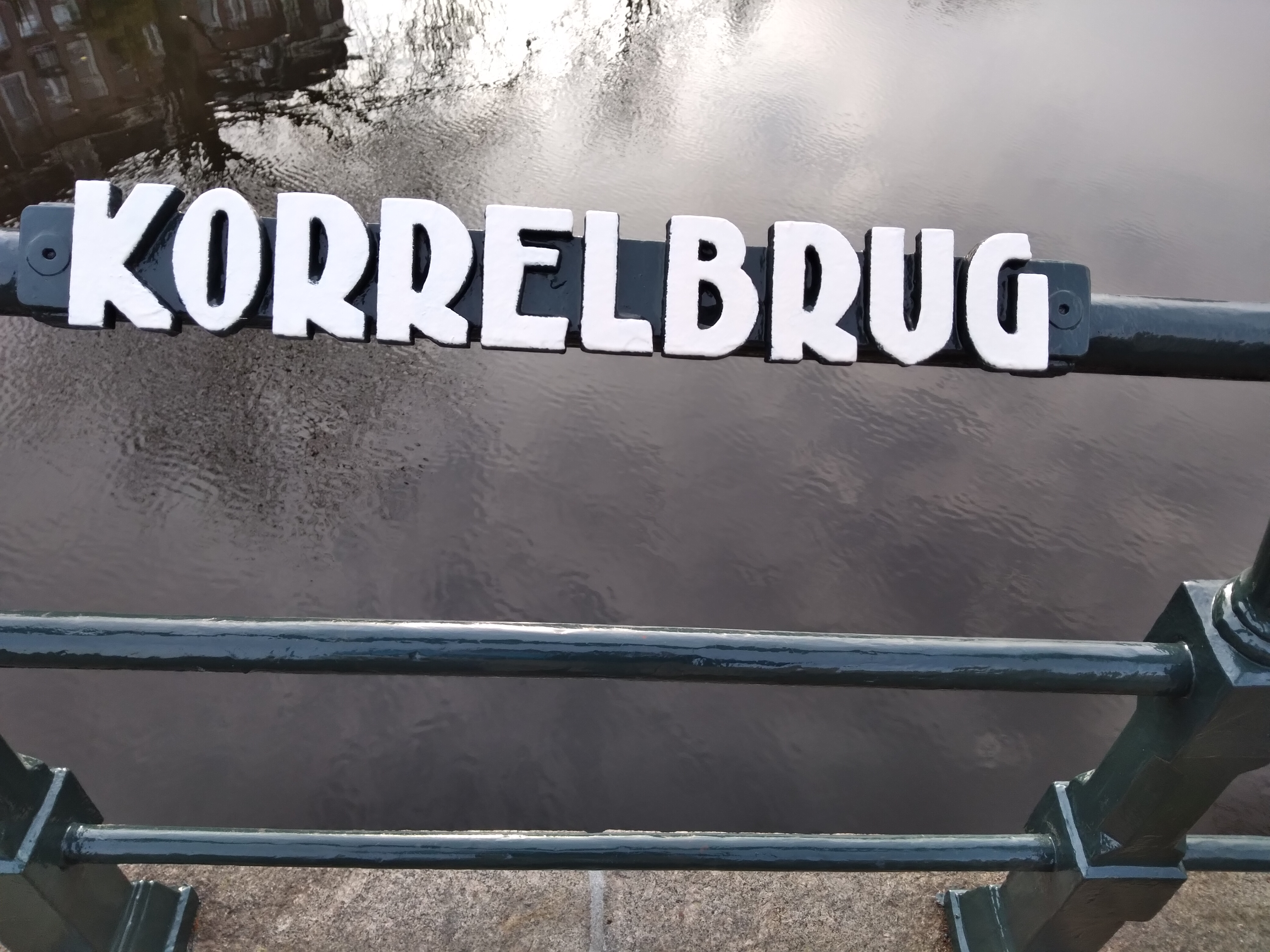
Naamplaat (december 2020), december 2020

<<< · 100 · 101 · 102 · 103 ·  105 · 106 · 107 · 108 · 109 ·  110 · 111 · 112 · 113 · 114 · 115 · 116 · 117 · 118 · 119 · 120 · 121 · 122 · 123 · 124 · 125 · 126 · 127 · 128 · 129 · 130 · 131 · 132 · 135 · 136 · 137 · 138 · 139 · 140 · 141 · 142 · 143 · 144 · 145 · 146 · 147 · 148 · 149 ·  150 · 151 · 152 · 155 · 156 · 159 · 160 · 161 · 162 · 163 · 164 · 165 · 166 · 167 · 168 · 169 ·  170 · 171 · 172 · 173 · 174 · 175 · 176 · 177 · 178 · 179 · 180 · 181 · 182 · 183 · 184 · 185 · 186 · 187 · 189 · 190 · 191 · 192 · 193 · 194 · 195 · 196 · 198 · 199 · >>>
Brugnummers 104, 133, 134, 153, 154, 157, 158, 188 en 197 zijn niet (meer) in gebruik.